# Juliusz Gensz
Juliusz Gensz (ur. 9 stycznia 1839 w Kleczewie w guberni kaliskiej, zm. 19 stycznia 1898) – polski lekarz.

## Życiorys
Był synem Ferdynanda i Karoliny z Konradów. W 1859 r. rozpoczął studia na Wydziale Lekarskim Szkoły Głównej Warszawskiej, po ich ukończeniu prowadził prywatną praktykę lekarską w Łodzi. Od 1889 działał w tamtejszym Towarzystwie Lekarskim. Ogłosił kilka prac popularyzatorskich, m.in. Gawędy z ludem o chorobach najważniejszych i Listy ze Starego Rynku; zajmował się też problematyką higieny.
Był również lekarzem łódzkiego więzienia, Radcą Kolegialnym oraz lekarzem Łódzkiego Chrześcijańskiego Towarzystwa Dobroczynności.

### Życie prywatne
Został pochowany w części ewangelicko-augsburskiej Starego Cmentarza w Łodzi (sektor: 47_O2, rząd: D, nr grobu: 2). Nie założył rodziny.